# Corebo (pintor)
Corebo (en griego antiguo: Κόροιβος) fue un pintor griego del siglo IV a. C.
Solo existe un referencia conocida del pintor Corebo, del escritor romano Plinio el Viejo, quien señaló que fue alumno del pintor Nicómaco, activo en el siglo IV a. C.